# Kadsura
Genre
Classification phylogénétique
Kadsura est un genre des plantes à fleurs de la famille des Schisandraceae.

## Principales espèces
Selon NCBI (22 octobre 2024) :
- Kadsura acsmithii
- Kadsura ananosma
- Kadsura angustifolia
- Kadsura coccinea
- Kadsura heteroclita
- Kadsura induta
- Kadsura interior
- Kadsura japonica
- Kadsura longipedunculata
- Kadsura marmorata
- Kadsura matsudae
- Kadsura oblongifolia
- Kadsura philippinensis
- Kadsura polysperma
- Kadsura scandens